# Giải bóng đá nữ Vô địch Quốc gia 2017
Giải bóng đá nữ Vô địch Quốc gia 2017 (Tên gọi chính thức là: Giải bóng đá nữ Vô địch Quốc gia - Cúp Thái Sơn Bắc 2017) là giải đấu bóng đá lần thứ 20 của Giải bóng đá nữ Vô địch Quốc gia, giải đấu diễn ra thường niên do VFF tổ chức. Toàn bộ mùa giải bắt đầu vào ngày 11 tháng 5 năm 2017 và kết thúc vào ngày 27 tháng 11 năm 2017. Các trận play-off bắt đầu vào ngày 30 tháng 11 năm 2017 và kết thúc vào ngày 3 tháng 12 năm 2017.

## Bối cảnh giải đấu
Sau khi, đội tuyển bóng đá nữ Việt Nam vừa giành vé vào vòng chung kết giải bóng đá nữ Asian Cup 2018, 'Giải bóng đá nữ Vô địch Quốc gia - Cúp Thái Sơn Bắc 2017 ra đời không chỉ là cơ hội để các đội bóng khẳng định sức mạnh mà còn là dịp để đội tuyển bóng đá nữ Việt Nam chuẩn bị cho SEA Games 2017 và Asian Cup 2018.
Công ty TNHH thương mại Thiết bị điện Thái Sơn Bắc tiếp tục là nhà tài trợ chính lần thứ sáu liên tiếp của giải với tổng giải thưởng hơn 660.000.000 VNĐ.

## Điều lệ giải đấu
Trong giải này, có 8 đội bóng tham dự mùa bóng này. Họ sẽ thi đấu theo thể thức sân nhà và sân khách tuy nhiên thi đấu tập trung. 4 Đội bóng dẫn đầu sẽ tham dự đấu loại trực tiếp. Tại vòng chung kết, 4 đội bóng sẽ thi đấu 3 trận để xác định nhà vô địch.

### Cách tính điểm, xếp hạng
- Đội thắng: 3 điểm
- Đội hoà: 1 điểm
- Đội thua: 0 điểm

Tính tổng số điểm của các Đội đạt được để xếp thứ hạng.
- Nếu có từ hai Đội trở lên bằng điểm nhau, thứ hạng các Đội sẽ được xác định như sau: trước hết sẽ tính kết quả của các trận đấu giữa các Đội đó với nhau theo thứ tự: 
  - Tổng số điểm.
  - Hiệu số của tổng số bàn thắng trừ tổng số bàn thua.
  - Tổng số bàn thắng.

Đội nào có chỉ số cao hơn sẽ xếp trên.
Nếu các chỉ số vẫn bằng nhau, Ban tổ chức sẽ tổ chức bốc thăm để xác định thứ hạng của các Đội (trong trường hợp chỉ có hai đội có các chỉ số trên bằng nhau và còn thi đấu trên sân thì sẽ tiếp tục thi đá luân lưu 11m để xác định đội xếp trên).

### Phương thức thi đấu
Tám đội thi đấu vòng tròn hai lượt đi và về, mỗi lượt thi đấu tại một địa phương đăng cai để tính điểm, xếp hạng. Chọn 04 đội xếp từ thứ Nhất đến thứ Tư vào thi đấu các trận Bán kết và chung kết. Đội thắng trận Chung kết là đội Vô địch, đội thua trận Chung kết xếp thứ Nhì. Hai đội thua ở hai trận Bán kết xếp đồng hạng Ba.

## Các đội bóng và Chủ nhà

### Các đội bóng
| Số thứ tự | Đội bóng                 | Huấn luyện viên  | Đội trưởng           |
| --------- | ------------------------ | ---------------- | -------------------- |
| 1         | Hà Nội I                 | Đặng Quốc Tuấn   | Nguyễn Thị Muôn      |
| 2         | Hà Nội II                | Vũ Bá Đông       | Nguyễn Thị Vân Anh   |
| 3         | Phong Phú Hà Nam         | Nguyễn Thế Cường | Bùi Thị Như          |
| 4         | Sơn La                   | Lường Văn Chuyên | Lò Thị Thảnh         |
| 5         | Thành phố Hồ Chí Minh I  | Đoàn Thị Kim Chi | Đặng Thị Kiều Trinh  |
| 6         | Thành phố Hồ Chí Minh II | Nguyễn Quốc Nam  | Nguyễn Thị Tuyết Mai |
| 7         | Than Khoáng sản Việt Nam | Đoàn Minh Hải    | Nguyễn Thị Hạnh      |
| 8         | TNG Thái Nguyên          | Đoàn Việt Triều  | Nguyễn Hải Hòa       |

### Chủ nhà
Lượt đi (từ ngày 11 tháng 5 năm 2017 đến ngày 1 tháng 6 năm 2017) sẽ được chơi tại Sân vận động Thống Nhất, Thành phố Hồ Chí Minh. Lượt về (từ ngày 6 tháng 11 năm 2017 đến ngày 27 tháng 11 năm 2017) sẽ được chơi tại Sân vận động Thiên Trường, Nam Định và Sân vận động Hà Nam, Phủ Lý. Các trận play-off (từ ngày 30 tháng 11 năm 2017 đến ngày 3 tháng 12 năm 2017) sẽ được chơi tại Sân vận động Hà Nam, Phủ Lý, Hà Nam.

## Lịch thi đấu và kết quả

### Lượt đi
Lượt đi diến ra trên Sân vận động Thống Nhất, Thành phố Hồ Chí Minh.
| Lượt | Ngày      | Giờ   | MT | Đội               | Kết quả | Đội                |
| 1    | 11/5/2017 | 16h00 | 1  | TP Hồ Chí Minh I  | 0 - 2   | Than KSVN          |
| 1    | 11/5/2017 | 18h30 | 2  | TP Hồ Chí Minh II | 0 - 1   | Sơn La             |
| 1    | 12/5/2017 | 16h00 | 3  | Phong Phú Hà Nam  | 5 - 0   | TNG Thái Nguyên    |
| 1    | 12/5/2017 | 18h30 | 4  | Hà Nội II         | 1 - 4   | Hà Nội I           |
| 2    | 14/5/2017 | 16h00 | 5  | Than KSVN         | 2 - 0   | TP.Hồ Chí Minh II  |
| 2    | 14/5/2017 | 18h30 | 6  | Sơn La            | 0 - 3   | TP.Hồ Chí Minh I   |
| 2    | 15/5/2017 | 16h00 | 7  | TNG Thái Nguyên   | 2 - 1   | Hà Nội II          |
| 2    | 15/5/2017 | 18h30 | 8  | Hà Nội I          | 0 - 0   | Phong Phú Hà Nam   |
| 3    | 17/5/2017 | 16h00 | 9  | TP.Hồ Chí Minh I  | 7 - 0   | TP.Hồ Chí Minh II  |
| 3    | 17/5/2017 | 18h30 | 10 | Sơn La            | 0 - 4   | Than KSVN          |
| 3    | 18/5/2017 | 16h00 | 11 | Phong Phú Hà Nam  | 3 - 0   | Hà Nội II          |
| 3    | 18/5/2017 | 18h30 | 12 | TNG Thái Nguyên   | 0 - 4   | Hà Nội I           |
| 4    | 21/5/2017 | 15h30 | 13 | Phong Phú Hà Nam  | 1 - 0   | Than KSVN          |
| 4    | 21/5/2017 | 18h00 | 14 | TNG Thái Nguyên   | 1 - 3   | TP. Hồ Chí Minh I  |
| 4    | 22/5/2017 | 16h00 | 15 | Hà Nội I          | 2 - 0   | TP. Hồ Chí Minh II |
| 4    | 22/5/2017 | 18h30 | 16 | Hà Nội II         | 0 - 1   | Sơn La             |
| 5    | 24/5/2017 | 16h00 | 17 | TP.Hồ Chí Minh I  | 2 - 0   | Phong Phú Hà Nam   |
| 5    | 24/5/2017 | 18h30 | 18 | Than KSVN         | 1 - 1   | TNG Thái Nguyên    |
| 5    | 25/5/2017 | 16h00 | 19 | TP.Hồ Chí Minh II | 2 - 1   | Hà Nội II          |
| 5    | 25/5/2017 | 18h30 | 20 | Sơn La            | 0 - 4   | Hà Nội I           |
| 6    | 28/5/2017 | 16h00 | 21 | TP.Hồ Chí Minh II | 1 - 2   | TNG Thái Nguyên    |
| 6    | 28/5/2017 | 18h30 | 22 | Sơn La            | 0 - 8   | Phong Phú Hà Nam   |
| 6    | 29/5/2017 | 16h00 | 23 | Than KSVN         | 9 - 0   | Hà Nội II          |
| 6    | 29/5/2017 | 18h30 | 24 | TP.Hồ Chí Minh I  | 2 - 1   | Hà Nội I           |
| 7    | 31/5/2017 | 16h00 | 25 | Phong Phú Hà Nam  | 1 - 0   | TP.HCM II          |
| 7    | 31/5/2017 | 18h30 | 26 | TNG Thái Nguyên   | 4 - 1   | Sơn La             |
| 7    | 1/6/2017  | 15h30 | 27 | Hà Nội I          | 0 - 0   | Than KSVN          |
| 7    | 1/6/2017  | 18h00 | 28 | Hà Nội II         | 0 - 7   | TP.Hồ Chí Minh I   |

### Lượt về
Lượt đi diến ra trên Sân vận động Thiên Trường, Nam Định và Sân vận động Hà Nam, Phủ Lý.
| Lượt | Ngày       | Giờ   | MT | Đội               | Kết quả | Đội               |
| 8    | 6/11/2017  | 15h30 | 1  | Phong Phú Hà Nam  | 0-0     | Than KSVN         |
| 8    | 6/11/2017  | 15h00 | 2  | TNG Thái Nguyên   | 2-1     | Sơn La            |
| 8    | 7/11/2017  | 15h00 | 3  | Hà Nội I          | 6-0     | Hà Nội II         |
| 8    | 7/11/2017  | 17h30 | 4  | TP Hồ Chí Minh II | 0-6     | TP Hồ Chí Minh I  |
| 9    | 9/11/2017  | 15h00 | 5  | Than KSVN         | 2-0     | TNG Thái Nguyên   |
| 9    | 9/11/2017  | 17h30 | 6  | Sơn La            | 0-2     | Phong Phú Hà Nam  |
| 9    | 10/11/2017 | 15h00 | 7  | Hà Nội II         | 0-2     | TP Hồ Chí Minh II |
| 9    | 10/11/2017 | 18h00 | 8  | TP Hồ Chí Minh I  | 1-0     | Hà Nội I          |
| 10   | 12/11/2017 | 15h30 | 9  | Phong Phú Hà Nam  | 1-0     | TNG Thái Nguyên   |
| 10   | 12/11/2017 | 18h00 | 10 | Sơn La            | 0-1     | Than KSVN         |
| 10   | 13/11/2017 | 15h30 | 11 | Hà Nội II         | 0-1     | TP Hồ Chí Minh I  |
| 10   | 13/11/2017 | 15h00 | 12 | Hà Nội I          | 4-0     | TP Hồ Chí Minh II |
| 11   | 16/11/2017 | 15h00 | 13 | Hà Nội I          | 1-1     | Than KSVN         |
| 11   | 16/11/2017 | 15h30 | 14 | Hà Nội II         | 0-2     | Phong Phú Hà Nam  |
| 11   | 17/11/2017 | 15h30 | 15 | TP Hồ Chí Minh II | 0-0     | Sơn La            |
| 11   | 17/11/2017 | 15h00 | 16 | TP Hồ Chí Minh I  | 1-0     | TNG Thái Nguyên   |
| 12   | 19/11/2017 | 15h00 | 17 | Phong Phú Hà Nam  | 0-0     | Hà Nội I          |
| 12   | 19/11/2017 | 17h30 | 18 | Than KSVN         | 1-0     | Hà Nội II         |
| 12   | 20/11/2017 | 15h30 | 19 | Sơn La            | 0-3     | Hà Nội I          |
| 12   | 20/11/2017 | 15h00 | 20 | TNG Thái Nguyên   | 2-1     | TP Hồ Chí Minh II |
| 13   | 23/11/2017 | 15h00 | 21 | TNG Thái Nguyên   | 1-1     | Hà Nội II         |
| 13   | 23/11/2017 | 15h30 | 22 | Sơn La            | 0-1     | Hà Nội I          |
| 13   | 24/11/2017 | 15h00 | 23 | Than KSVN         | 2-0     | TP Hồ Chí Minh II |
| 13   | 24/11/2017 | 18h00 | 24 | Phong Phú Hà Nam  | 0-1     | TP Hồ Chí Minh I  |
| 14   | 26/11/2017 | 15h00 | 25 | Hà Nội I          | 3-0     | TNG Thái Nguyên   |
| 14   | 26/11/2017 | 15h30 | 26 | Hà Nội II         | 0-0     | Sơn La            |
| 14   | 27/11/2017 | 15h00 | 27 | TP Hồ Chí Minh I  | 2-0     | Than KSVN         |
| 14   | 27/11/2017 | 18h00 | 28 | TP Hồ Chí Minh II | 0-0     | Phong Phú Hà Nam  |

## Bảng xếp hạng
Nguồn:
Tính đến ngày 27 tháng 11 năm 2017
| XH | Đội                      | Trận | Thắng | Hòa | Thua | BT | BB | HS  | Điểm  | Vòng tiếp theo |
| -- | ------------------------ | ---- | ----- | --- | ---- | -- | -- | --- | ----- | -------------- |
| 1  | Thành phố Hồ Chí Minh I  | 14   | 13    | 0   | 1    | 39 | 4  | +35 | 39    | Vòng bán kết   |
| 2  | Phong Phú Hà Nam         | 14   | 8     | 4   | 2    | 23 | 3  | +20 | 28(a) | Vòng bán kết   |
| 3  | Hà Nội I                 | 14   | 8     | 4   | 2    | 30 | 5  | +25 | 28(a) | Vòng bán kết   |
| 4  | Than Khoáng sản Việt Nam | 14   | 8     | 4   | 2    | 25 | 5  | +20 | 28(a) | Vòng bán kết   |
| 5  | TNG Thái Nguyên          | 14   | 5     | 2   | 7    | 15 | 26 | -11 | 17    |                |
| 6  | Sơn La                   | 14   | 2     | 2   | 10   | 4  | 32 | -28 | 8(b)  |                |
| 7  | Thành phố Hồ Chí Minh II | 14   | 2     | 2   | 10   | 6  | 30 | -24 | 8(b)  |                |
| 8  | Hà Nội II                | 14   | 0     | 2   | 12   | 4  | 41 | -37 | 2     |                |

Ghi chú:
- (a): Điểm số đối đầu của các đội lần lượt là Phong Phú Hà Nam có 6 điểm, Hà Nội I có 4 điểm trong khi Than Khoáng sản Việt Nam chỉ có 3 điểm.
- (b): Điểm số đối đầu của các đội lần lượt là Sơn La có 4 điểm, Thành phố Hồ Chí Minh II có 1 điểm.

### Bảng xếp hạng theo vòng đấu
| Đội \ Vòng đấu           | 1 | 2 | 3 | 4 | 5 | 6 | 7 | 8 | 9 | 10 | 11 | 12 | 13 | 14 |
| ------------------------ | - | - | - | - | - | - | - | - | - | -- | -- | -- | -- | -- |
| Thành phố Hồ Chí Minh I  | 6 | 4 | 4 | 3 | 2 | 1 | 1 | 1 | 1 | 1  | 1  | 1  | 1  | 1  |
| Thành phố Hồ Chí Minh II | 5 | 7 | 8 | 8 | 7 | 7 | 7 | 7 | 7 | 7  | 7  | 6  | 6  | 6  |
| Hà Nội I                 | 2 | 3 | 3 | 1 | 1 | 3 | 4 | 2 | 4 | 4  | 4  | 4  | 4  | 3  |
| Hà Nội II                | 7 | 8 | 7 | 7 | 8 | 8 | 8 | 8 | 8 | 8  | 8  | 8  | 8  | 8  |
| Than Khoáng Sản Việt Nam | 3 | 1 | 1 | 4 | 4 | 4 | 3 | 4 | 3 | 3  | 3  | 3  | 2  | 4  |
| TNG Thái Nguyên          | 8 | 6 | 6 | 6 | 6 | 5 | 5 | 5 | 5 | 5  | 5  | 5  | 5  | 5  |
| Phong Phú Hà Nam         | 1 | 2 | 2 | 2 | 3 | 2 | 2 | 3 | 2 | 2  | 2  | 2  | 3  | 2  |
| Sơn La                   | 4 | 5 | 5 | 5 | 5 | 6 | 6 | 6 | 5 | 6  | 6  | 7  | 7  | 7  |

|  | Vô địch |  | Lọt vào vòng chung kết |  | Không vượt qua vòng bảng |

Cập nhật lần cuối: 27 tháng 11 năm 2017
Nguồn: VFF

### Tiến trình mùa giải
| Đội \ Vòng đấu           | 1 | 2 | 3 | 4 | 5 | 6 | 7 | 8 | 9 | 10 | 11 | 12 | 13 | 14 |
| ------------------------ | - | - | - | - | - | - | - | - | - | -- | -- | -- | -- | -- |
| Thành phố Hồ Chí Minh I  | L | W | W | W | W | W | W | W | W | W  | W  | W  | W  | W  |
| Thành phố Hồ Chí Minh II | L | L | L | L | W | L | L | L | W | L  | D  | L  | L  | D  |
| Hà Nội I                 | W | D | W | W | W | L | D | W | L | W  | D  | D  | W  | W  |
| Hà Nội II                | L | L | L | L | L | L | L | L | L | L  | L  | L  | D  | D  |
| Than Khoáng Sản Việt Nam | W | W | W | L | D | W | D | D | W | W  | D  | W  | W  | L  |
| TNG Thái Nguyên          | L | W | L | L | D | W | W | W | L | L  | L  | W  | D  | L  |
| Phong Phú Hà Nam         | W | D | W | W | L | W | W | D | W | W  | W  | D  | L  | D  |
| Sơn La                   | W | L | L | W | L | L | L | L | L | L  | D  | L  | L  | D  |

Cập nhật lần cuối: 27 tháng 11 năm 2017
Nguồn: VFF

## Vòng đấu loại trực tiếp
|  | Bán kết | Bán kết                  | Bán kết          |                  |                         | Chung kết               | Chung kết | Chung kết |  |
|  |         |                          |                  |                  |                         |                         |           |           |  |
|  | 1       | Thành phố Hồ Chí Minh I  | 0 (3)            |                  |                         |                         |           |           |  |
|  | 1       | Thành phố Hồ Chí Minh I  | 0 (3)            |                  |                         |                         |           |           |  |
|  | 4       | Than Khoáng sản Việt Nam | 0 (2)            |                  |                         |                         |           |           |  |
|  | 4       | Than Khoáng sản Việt Nam | 0 (2)            |                  | Thành phố Hồ Chí Minh I | Thành phố Hồ Chí Minh I | 1 (4)     |           |  |
|  |         |                          |                  |                  | Thành phố Hồ Chí Minh I | Thành phố Hồ Chí Minh I | 1 (4)     |           |  |
|  |         |                          | Phong Phú Hà Nam | Phong Phú Hà Nam | 1 (3)                   |                         |           |           |  |
|  | 2       | Phong Phú Hà Nam         | Phong Phú Hà Nam | Phong Phú Hà Nam | 1 (3)                   | 1 (4)                   |           |           |  |
|  | 2       | Phong Phú Hà Nam         |                  |                  |                         |                         |           |           |  |
|  | 3       | Hà Nội I                 | 1 (2)            |                  |                         |                         |           |           |  |

### Vòng bán kết
BÁN KẾT 1
| Thành phố Hồ Chí Minh I                                                     | 0–0            | Than Khoáng sản Việt Nam                                                                   |
| --------------------------------------------------------------------------- | -------------- | ------------------------------------------------------------------------------------------ |
|                                                                             | Chi tiết Video |                                                                                            |
| Loạt sút luân lưu                                                           |                |                                                                                            |
| Chương Thị Kiều · Phan Thị Trang · Trần Thị Kim Hồng · Nguyễn Thị Bích Thùy | 3–2            | Phạm Hoàng Quỳnh · Phạm Thị Hằng · Nguyễn Thị Mai · Nguyễn Thị Vạn · Nguyễn Thị Trúc Hương |

BÁN KẾT 2
| Phong Phú Hà Nam                                                                    | 1–1            | Hà Nội I                                                           |
| ----------------------------------------------------------------------------------- | -------------- | ------------------------------------------------------------------ |
| Lê Thu Thanh Hương 15'                                                              | Chi tiết Video | Phạm Hải Yến 37'                                                   |
| Loạt sút luân lưu                                                                   |                |                                                                    |
| Nguyễn Thị Tuyết Dung · Vũ Thị Thúy · Phạm Thị Tươi · Đỗ Thị Nguyên · Nguyễn Thị Nụ | 4–2            | Nguyễn Thị Xuyến · Phạm Hải Yến · Nguyễn Thị Muôn · Hoàng Thị Loan |

### Trận chung kết
| Thành phố Hồ Chí Minh I                                          | 1–1                        | Phong Phú Hà Nam                                                                  |
| ---------------------------------------------------------------- | -------------------------- | --------------------------------------------------------------------------------- |
| Trần Thị Hồng Nhung (12) 24' (ph.l.n)                            | Chi tiết Video Lễ trao cúp | Vũ Thị Thúy (16) 20'                                                              |
| Loạt sút luân lưu                                                |                            |                                                                                   |
| Trần Thị Kim Hồng · Phan Thị Trang · Chương Thị Kiều · Huỳnh Như | 4–3                        | Nguyễn Thị Tuyết Dung · Vũ Thị Thúy · Phạm Thị Tươi · Bùi Thị Như · Đỗ Thị Nguyên |

## Gốc thống kê
Tính đến ngày 3 tháng 12 năm 2017

### Danh sách ghi bàn
Ghi 1 bàn
- Nguyễn Thị Muôn (Hà Nội I)
- Vũ Thị Nhung (Hà Nội I)
- Trần Thị Nhung (Hà Nội II)
- Nguyễn Thị Thúy (Hà Nội II)
- Nguyễn Thị Xuân Diệp (Hà Nội II)
- Nguyễn Thị Thanh Nhã (Hà Nội II)
- Lê Hồng Vân (Sơn La)
- Đinh Thị Duyên (Sơn La)
- Bùi Thị Như (PPHN)
- Nguyễn Thị Nụ (PPHN)
- Nguyễn Hải Hòa (TNG Thái Nguyên)
- Cao Thị Biên (TNG Thái Nguyên)
- Trịnh Thị Huệ (Than KSVN)
- Nguyễn Thị Hạnh (Than KSVN)
- Trần Thị Thu (TP HCM I)
- Trần Thị Hồng Lĩnh (TP HCM I)
- Trần Thị Kim Hồng (TP HCM I)
- Trần Thị Thu Thảo (TP HCM I)
- Hồ Thị Anh Đào (TP HCM II)
- Đỗ Thị Thúy Kiều (TP HCM II)
- Nguyễn Thị Ngọc Hiếu (TP HCM II)
- Nguyễn Thị Tuyết Mai (TP HCM II)

Ghi 2 bàn
- Nguyễn Thị Huế (Hà Nội I)
- Nguyễn Kim Anh (Hà Nội I)
- Cầm Thị Hằng (Sơn La)
- Phạm Thị Tươi (PPHN)
- Lê Thị Thu Hương (PPHN)
- Hoàng Thị Thảo (TNG Thái Nguyên)
- Trần Mai Tuyên (TNG Thái Nguyên)
- Nguyễn Hương Giang (TNG Thái Nguyên)
- Lê Thị Thùy Trang (TNG Thái Nguyên)
- Nguyễn Thị Đăng (TNG Thái Nguyên)
- Nguyễn Thị Mỹ Anh (TP HCM I)
- Trần Thị Thùy Trang (TP HCM I)
- Trần Nguyễn Bảo Châu (TP HCM I)
- Nguyễn Thị Trúc Hương (Than KSVN)
- Dương Thị Vân (Than KSVN)
- Nguyễn Thị Thanh Tâm (TP HCM II)

Ghi 3 bàn
- Thái Thị Thảo (Hà Nội I)
- Bạch Thu Hiền (Hà Nội I)
- Phạm Thị Hằng (Than KSVN)
- Nguyễn Thị Bích Thùy (TP HCM I)
- Lương Thị Xuyến (TNG Thái Nguyên)
- Vũ Thị Thúy (PPHN)

Ghi 4 bàn
- Trần Thị Thu (Than KSVN)
- Nguyễn Thị Thúy Hằng (Than KSVN)
- Nguyễn Thị Tuyết Dung (PPHN)
- Nguyễn Thị Tuyết Ngân (TP HCM I)

Ghi 5 bàn
- Nguyễn Thị Liễu (PPHN)
- Hồ Thị Quỳnh (Hà Nội I)
- Lê Hoài Lương (TP HCM I)

Ghi 6 bàn
- Nguyễn Thị Nguyệt (PPHN)
- Nguyễn Thị Vạn (Than KSVN)
- Biện Thị Hằng (Hà Nội I)
- Phạm Hải Yến (Hà Nội I)
- Phan Thị Trang (TP HCM I)

Ghi 9 bàn
- Huỳnh Như (TP HCM I)

### Lập Hat-trick
| Cầu thủ               | Câu lạc bộ       | Đối thủ         | Kết quả | Ngày                |
| --------------------- | ---------------- | --------------- | ------- | ------------------- |
| Biện Thị Hằng         | Hà Nội I         | TNG Thái Nguyên | 4–0     | 18 tháng 5 năm 2017 |
| Nguyễn Thị Tuyết Dung | Phong Phú Hà Nam | Sơn La          | 8–0     | 28 tháng 5 năm 2017 |

### Lập Poker
| Cầu thủ   | Câu lạc bộ              | Đối thủ   | Kết quả | Ngày               |
| --------- | ----------------------- | --------- | ------- | ------------------ |
| Huỳnh Như | Thành phố Hồ Chí Minh I | Hà Nội II | 7–0     | 1 tháng 6 năm 2017 |

### Phản lưới nhà
| Cầu thủ              | Câu lạc bộ               | Đối thủ                  | Vòng đấu       |
| -------------------- | ------------------------ | ------------------------ | -------------- |
| Trần Thị Kim Anh     | Thành phố Hồ Chí Minh II | Thành phố Hồ Chí Minh I  | 3              |
| Hà Thị Ngọc Uyên     | Sơn La                   | Than Khoáng Sản Việt Nam | 3              |
| Cao Thị Biên         | TNG Thái Nguyên          | Thành phố Hồ Chí Minh I  | 4              |
| Nguyễn Thị Tuyết Mai | Thành phố Hồ Chí Minh II | Hà Nội I                 | 4              |
| Đinh Thị Kim Huế     | Hà Nội II                | Than Khoáng Sản Việt Nam | 6              |
| Lò Thị Thành         | Sơn La                   | Phong Phú Hà Nam         | 9              |
| Trần Thị Hồng Nhung  | Phong Phú Hà Nam         | Thành phố Hồ Chí Minh I  | Trận chung kết |

## Tổng kết mùa giải
- Đội vô địch: Thành phố Hồ Chí Minh I
- Đội Á quân: Phong Phú Hà Nam
- Đội hạng ba: Than Khoáng Sản Việt Nam và Hà Nội I
- Đội phong cách: TNG Thái Nguyên
- Cầu thủ xuất sắc nhất: Nguyễn Thị Liễu (Phong Phú Hà Nam)
- Cầu thủ ghi bàn nhiều nhất: Huỳnh Như (Thành phố Hồ Chí Minh I) với 9 bàn thắng
- Thủ môn xuất sắc nhất: Đặng Thị Kiều Trinh (Thành phố Hồ Chí Minh I)